# Švabach

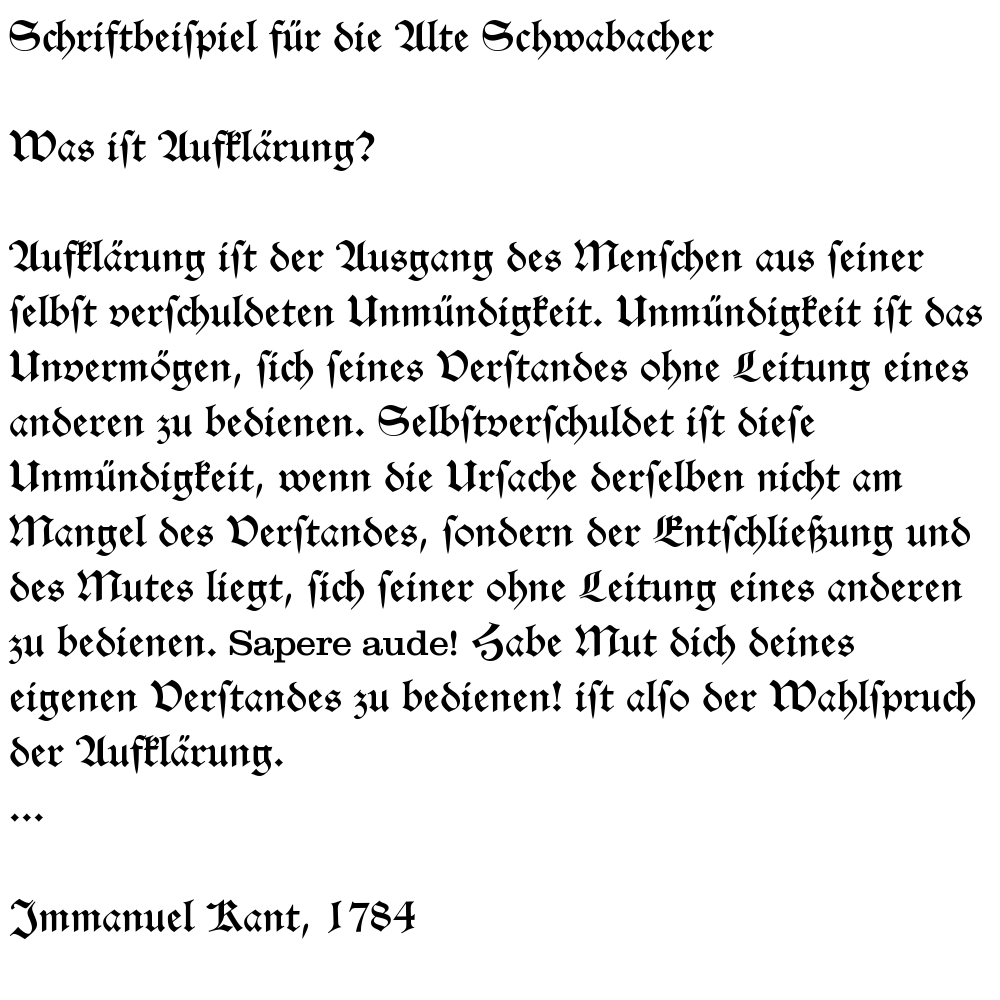
Ukázka textu psaného švabachem

Švabach (něm. Schwabacher) je tiskové pozdně bastardní gotické lomené písmo s velkou zdobností, pocházející z 80. let 15. století, který byl záhy v polovině 16. století jako základní tiskové písmo v německé oblasti vytlačen vyšší a užší frakturou. Toto široké zaoblené písmo je z dnešního hlediska pro laiky pouze obtížně čitelné, ve své době však bylo užíváno kvůli jasné a čitelné formě, oproti dřívějším gotickým písmům ubylo např. velké množství zkratek a ligatur. V jistém smyslu je pro některé české či německé písemnosti přechodovým písmem mezi gotickou a novogotickou etapou. Písmo je pojmenováno podle města Schwabach u Norimberku.
Ve švabachu je tištěná Bible kralická z let 1579–1594 a tisky Jiřího Melantricha.
Na švabach v Německu od 16. století, tedy poměrně brzy, navázala novogotická pozdně bastardní fraktura, i pak se švabach používal a to jako vyznačovací písmo k fraktuře. V českých zemích pokračovala obliba švabachu mimo jiná novogotická písma v tiscích až do 18. století, v případě méně hodnotných děl až do konce 19. století. Naopak fraktura byla používaná jako písmo vyznačovací.
V lidové češtině se pod slovem švabach může také přeneseně rozumět jakékoliv novogotické písmo, zejména se tak označoval kurent, vyučovaný v českém prostředí až do roku 1941.